# Farbsättigung

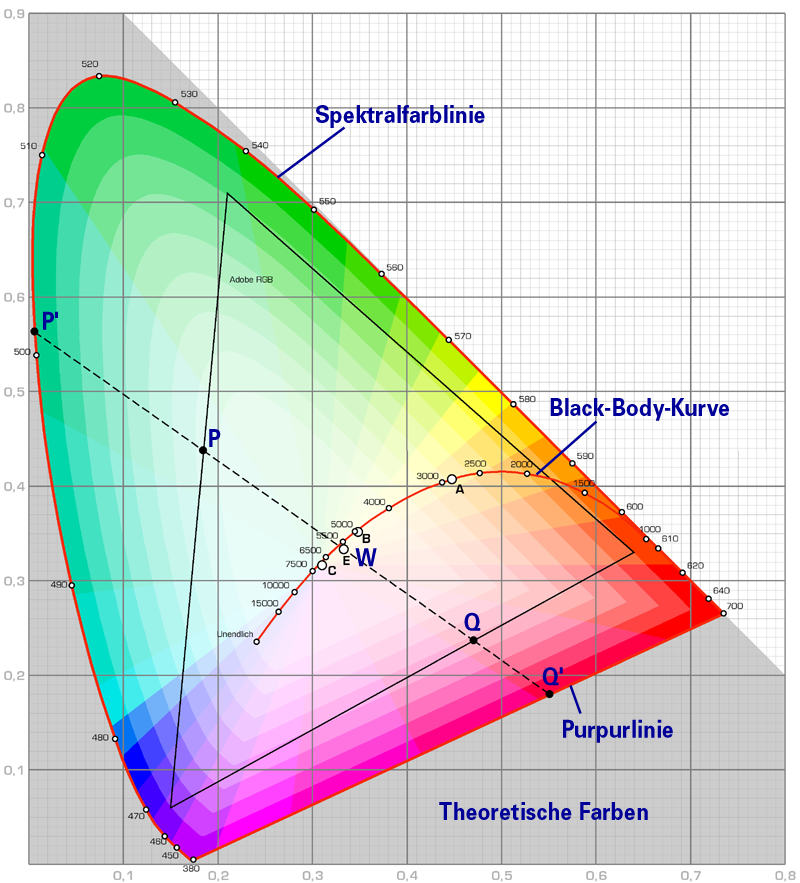
Die CIE-Normfarbtafel zeigt im Zentrum geringe, nach außen zunehmende Farbsättigung

Die Farbsättigung (auch Brillanz, Buntgrad, Buntheit, Buntheitsgrad, Chromatizität, Farbigkeit, Farbintensität, Farbkraft, Farbtiefe, Intensität, Reinheit, Reinheitsgrad, Sättigung, englisch: saturation) ist ein Farbmerkmal. Neben dem Farbton und der Helligkeit gehört die Sättigung zu den drei vom Menschen als grundlegend empfundenen Merkmalen bzw. Eigenschaften einer Farbe. Sie beschreibt die Qualität der Farbnuance, ob sie eher den bunten oder unbunten Farben zuneigt. Das Gegenteil einer hohen Farbsättigung beschreibt der Graustich oder die Stumpfheit.
- Unbunte Farben sind Weiß, Schwarz und deren Mischungen in verschiedenen Grautönen. Ihre Farbsättigung ist gleich Null, sie hinterlassen keinerlei Farbeindruck und sind ohne jeglichen Farbstich.
- Bunte Farben sind Farben mit Buntwirkung, also Farben, die sich eindeutig von Schwarz, Weiß und vom neutralen Grau unterscheiden.
- Reine Farben sind Farben mit maximaler Farbsättigung. Die reinsten Farben sind die Spektralfarben.

Entgegen dem allgemeinen Sprachgebrauch gelten in der Farblehre Weiß, Grau und Schwarz als „Farben“. Um diese von den bunten Farben abzugrenzen, nennt man sie die unbunten Farben. Schwarz und Weiß bezeichnet man als reine, unbunte Farben oder als reine Nichtfarben. Alle Farben, die nicht zu Schwarz, Weiß oder zu den Grautönen zählen, werden als „bunt“ angegeben, was die Alltagssprache „farbig“ nennt.

## Grundlagen
Eine Farbe kann durch Angabe der drei Farbmerkmale Farbton, Helligkeit und Sättigung in einem Farbmodell eindeutig beschrieben werden. Werden sie quantifiziert, so spannt das Kartesische Produkt aller möglichen Werte einen dreidimensionalen Raum auf, den Farbraum.
Prinzipiell können die Achsen im Farbraum beliebig gelegt werden. Die Achse des Farbtons ist durch die hauptsächlich vorkommende Wellenlänge bestimmt. Die Achse der Helligkeit ist als physikalische Messung des Lichtstroms recht einleuchtend festgelegt. Die Wahl der dritten Achse, die die Farbsättigung beschreibt, ist nicht so einfach und es ergeben sich je nach Farbmodell verschiedene Definitionen. Zusätzlich kommen einige Effekte der Farbwahrnehmung zum Tragen, die über das dreidimensionale Modell hinausgehen. Es wäre ein fünfdimensionales Farbwahrnehmungsmodell erforderlich, das die Hintergrundbeleuchtung (Umgebungskontrast) und den Gesamtlichteinfall oder (richtiger) die Adaptation des Auges einbezieht.

### Messwerte an Farbräumen

#### Farbton, Buntton (hue)
Diese Komponente geht vorrangig auf die Farbnamen zurück, die die Art der Farbempfindung mit Begriffen beschreiben. Auf Grundlage des Farbkreises können verbale Bezeichnungen auch alphanumerisch dargestellt werden, wie im System von Munsell.

#### Sättigung (saturation)
Die Sättigung beschreibt „wie stark sich ein farbiger Reiz von einem achromatischen Reiz unabhängig von dessen Helligkeit unterscheidet“, also sein Abstand von der Unbunt-Achse (Schwarz-Weiß-Achse). Damit haben alle Farbtöne (Bunttöne) eine Sättigung bis zu 100 %, und Weiß, Grau und Schwarz eine Sättigung von 0.
Verwendung:
- CIE-Normvalenzsystem
- DIN 6124 (Farbsystem nach Richter), hier als DIN-Sättigungsstufe S genannt
- HSV-Farbraum, der die Sättigung direkt als eine der drei Koordinaten verwendet
- Munsell-Farbsystem

#### Buntheit (chroma)
Die Buntheit beschreibt die relative Buntwirkung im Verhältnis zum Referenzweiß, also im Vergleich zu einem bestimmten hellsten Punkt eines Farbraums. Die Buntheit eignet sich als Messwert etwa für kegelförmige Farbräume, wo von der Spitze aus gemessen werden kann. Diese Systeme sind im Druckwesen praktisch, wo das Papierweiß die Nullfarbe darstellt und für sattes Schwarz genauso viel Farbauftrag notwendig ist wie für sattes Rot. Weiß hat eine Buntheit von 0, die Farbtöne (Bunttöne) und Tiefschwarz bis zu 100 %, Mittelgrau 50 %.
Verwendung:
- Im CMYK-Farbmodell des Vierfarbdrucks spricht man von Unbuntaufbau, Unbuntanteilen – das ist die Komponente des – für die Farbmetrik unnötigen, die Drucktechnik aber zielführenden – zusätzlichen Schwarzwerts (K) zu den drei Buntfarben Cyan (C), Magenta (M) und Gelb (Y).

#### Chromatizität (chromaticity)
Das CIE-Farbmodell spricht explizit von englisch chromaticity (so als chromaticity diagram für die CIE-Normfarbtafel, das bekannte x-y-„Schuhsohlen“-Bild), sodass sich hierfür auch deutsch Chromatizität findet. Der Ausdruck soll sich vom allgemeinen englischen Ausdruck chroma für ‚bunt, farbig‘ abgrenzen. Da das x-y-Diagramm eine Projektion des Farbraums entlang der Schwarz-Weiß-Achse ist, fallen hierbei der Abstand zum Unbuntpunkt und der zum Weißpunkt zusammen, weil diese auf dieselbe x/y-Koordinate projiziert werden – in Diagrammen dargestellt ist dieser Punkt meist weiß, es handelt sich also um eine Ansicht des Farbraumes „von oben“, nicht einen Schnitt entlang der x-y-Ebene des CIE-Modells. Hier haben also Weiß und die Farbtöne (Bunttöne) eine Chroma von 100 % und Schwarz eine von 0. Der Weißpunkt liegt also inmitten des Farbkreises.

#### Grauanteil (Graustich,grayness)
Der Grauanteil (Graustich) ist die Verschiebung eines Farbortes in Richtung Graupunkt, er gibt an, wie stark eine Farbe ins Grau „entsättigt“ ist. Hier haben alle Farbtöne (Bunttöne), Weiß wie auch Schwarz einen Grauanteil von 0, und Grau von 100 %. Weiß und Schwarz sind dann diesbezüglich genauso intensive Farbwahrnehmungen wie Rot oder Blau.
Dieser Messwert eignet sich daher speziell für kugelförmige Modelle und ist hier der Abstand zum Kugelmittelpunkt: Farben mit gleichem Grauanteil sind gleich „graustichig“, egal, ob Weiß, Schwarz, oder ein Buntton. Da aber verschiedene Farbmodelle unterschiedliche Skalierungen an die Schwarz-Weiß-Achse legen, ist der Graupunkt, die „Mitte“ zwischen Schwarz und Weiß, in den diversen Modellen von anderer Farbhelligkeit. Solche möglichen Skalierungen sind photometrische oder visuelle, lineare oder logarithmische (dem Weber-Fechner-Gesetz folgend) oder durch Potenzen angenäherte Helligkeitswerte. Diese Modelle bedienen verschiedene Ansprüche von Anwendungen an ein Neutralgrau.
Der Grauwert kann für eine einzelne Farbe als Vektor angegeben werden oder global als Vektorfeld: Das wird etwa in der Bildbearbeitung zur Farbkorrektur oder dem Gamut-Matching, der Anpassung der vorhandenen Farben an die darstellbaren Farben, benutzt.

### Werte der Farbwahrnehmung
Die folgenden Begriffe gehen schon über ein rein dreidimensionales Farbmodell hinaus und beschäftigen sich mit Farbwahrnehmung einer Farbe im Kontext einer Umgebung, und Feinheiten des Sehsystems.

#### Farbigkeit oder Farbintensität
Die Farbigkeit oder Farbintensität, im Englischen auch als colorfulness oder chromaticness bezeichnet, ist die wahrgenommene Buntheit und stellt ein erweitertes Konzept der Sättigung dar.
Mit zunehmender Leuchtdichte nimmt auch der Eindruck von Sättigung zu – beleuchtete Flächen wirken farbstärker als bei wenig Helle, obwohl sie gemessen gleich gesättigt sind (dunkle Farben wirken farbiger als helle, gleich satte), umgekehrt verschwindet bei mangelnder Beleuchtung jegliche Wahrnehmungsfähigkeit für Buntheit (Dunkelsehen, „bei Nacht sind alle Katzen grau“).
{\displaystyle \mathrm {S{\ddot {a}}ttigung} ={\frac {\text{Buntheit}}{\text{relative Helligkeit}}}={\frac {\text{Farbigkeit}}{\text{Helligkeit}}}} 
relative Helligkeit ist hierbei die farbmetrische Helligkeit, Helligkeit die photometrische Helligkeit
Die Sättigung lässt sich mit einer Definition beschreiben, die auf Manfred Richter zurückgeht. Danach ist die Sättigung der Buntanteil am Gesamtfarbeindruck. Diese Definition wurde von Eva Lübbe in die folgende Formel umgesetzt, die experimentell nachgewiesen mit dem visuellen Sättigungseindruck übereinstimmt.
{\displaystyle S={\frac {C}{\sqrt {C^{2}+L^{2}}}}\,100\,\%}
mit
{\displaystyle S}: Sättigung,
{\displaystyle L}: Helligkeit,
{\displaystyle C}: Chroma, Buntheit
Allerdings wirken Blautöne – bei gleicher farbmetrischer Sättigung und gleicher Beleuchtung – deutlich dunkler als andere Farbtöne. Gelb wirkt von Natur aus besonders hell. Um auf visuell gleichmäßige Skalen zu gelangen, verwenden farbmittelorientierte Systeme daher Konzepte der Buntwirkung, die von der photometrischen Sättigung und dem Farbton abhängen.
Verwendung:
- Auf diesen Effekt geht etwa das ungarische Coloroid-System ein (Coloroid saturation T)[5]
- Das NCS-Farbmustersystem verwendet die Buntheit als Vollfarbenanteil (englisch chromaticness)[6]

#### Farbtiefe
Auch als color depth, Brillanz (brilliance) und Farbreinheit (hue purity) bezeichnet.
Die Bunttiefe beschreibt die scheinbare Sättigung realer Farbmittel in der Anwendung und ist ein Maß dafür, wie stark sich die Farbstärke (Färbekraft) des Mittels auf den Farbauftrag auswirkt. Die reine Dicke der Farbschicht selbst wirkt sich auf die Farbigkeit ebenso aus wie das Durchscheinen des Untergrunds. So wirken manche Ölfarben aus der Tube stumpf oder einfach schwarz und zeigen ihre Farbkraft erst beim fein Ausmalen (Lavurfarben). Dasselbe gilt für Aquarellfarben. Diese Erscheinung findet sich auch in der chinesischen Tuschemalerei, wo selbst mit (gesättigt) schwarzen Tuschen durch feinste Farbstiche des Farbmittels in der Lavur und die Wechselwirkung mit der Malseide enorme farbliche Wirkung erzeugt wird.
Buntwirkung ist eine Folge der Spektralverteilung, verschiedene Spektren können durchaus denselben Farbeindruck erzielen. Dadurch unterliegen Körperfarben nicht mehr einer theoretischen additiven Farbmischung, zwei hochbunte, schöne Pigmente können zusammengemischt eine erstaunlich trübe Farbe ergeben. Brillanz ist ein Maß für die Spektralverteilung – auf Farbe bezogen, ist Farbreinheit der Anteil des Spektrums, der auf die Frequenz der farbtongleichen Spektralfarbe entfällt: Je brillanter das Spektrum, desto gesättigter der Farbton, und desto besser eignen sich diese Pigmente oder Farbstoffe für gesättigtes und farbreines Mischen untereinander.
Dazu kommen noch zahlreiche weitere Effekte, die die Farbwirkung farbiger Oberflächen beeinflussen. Glanz ist vom gerichteten Licht punktförmiger Lichtquellen abhängig, durch die auf glänzenden Oberflächen oder transparenten Materialien durch Spiegelung der Lichtquelle oder Brechung des Lichts entstehen. Daher wirken etwa gefirnisste Ölbilder farbiger als solche ohne Deckanstrich und nasse Flächen bunter als trockene. Effekte wie das Tiefenlicht (Reflexionen aus dem Inneren des Farbkörpers) kommen ebenfalls zum Tragen, was in der Maltechnik durch sorgfältigen („altmeisterlichen“) Malschichtenaufbau unterstützt wird. Eine Hochblüte der farblich intensiv wirkenden, obschon in gebrochenen – unbunten – Farben gemalten Bilder erlebt diese Technik in Renaissance und Barock, wie bei den Niederländern um Rembrandt, oder dem Sfumato des da Vinci, daher der Ausdruck. In Reproduktionen solcher Objekte verschwinden diese Effekte, sie sind nur am Original festzustellen.

## Anwendungen

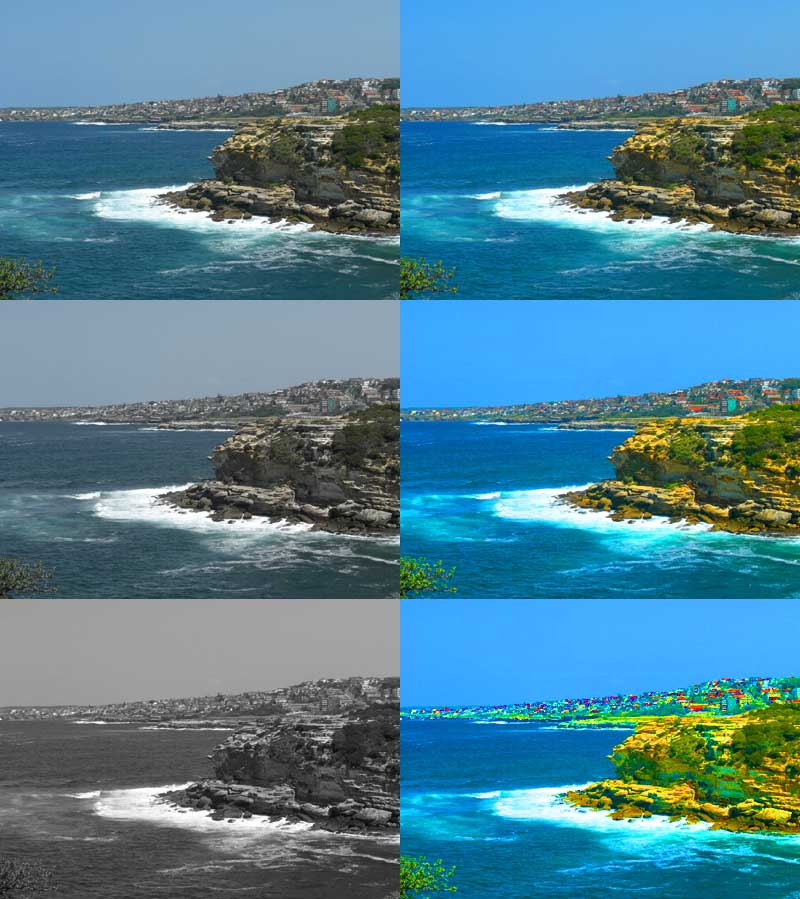
Sättigungsstufen, von unten links über oben nach unten rechts zunehmend: Unten links ein Schwarzweißbild, rechts ein übertrieben farbiges Bild

### Buntheit im Alltag
In nicht sonderlich präziser Ausdrucksweise heißt „bunt“ – neben „vielfarbig“ – im allgemeinen Sprachgebrauch auch „mit hoher Farbtiefe“. Unbunt bedeutet „nicht bunt“ und wird nicht in der Umgangssprache verwendet. Die Farbe Grau wird unpräzise als „farblos“ bezeichnet, Schwarz mit „dunkel“ gleichgesetzt und Weiß als (wegzudenkende) übliche Farbe des Hintergrundes angenommen.
Im Kontext der Beschränkungen, die der Gebrauch von Farbmitteln auferlegt, werden etwa Pigmente abnorm hoher Sättigung, wie Preußischblau, Karmin als „hochbunt“ bezeichnet. Diese Farbtöne sind weder drucktechnisch noch auf Bildschirmen korrekt wiederzugeben.
Im Kontext des Ausdruckes „Brillanz“ sind farbsatte oder hochbunte Flächen, farbintensive Leuchtfarben, farbtiefe Signalfarben und glänzende Flächen mit Glanzlack oder Effektpigmenten (Perlglanz, Metallizé), wie auch allgemein beleuchtete und selbstleuchtende Flächen im allgemeinen Verständnis „leuchtend“, „bunt“, „farbig“ oder „farbintensiv“, auch „Neonfarben“. Insgesamt setzen all diese Farbeindrücke die Fläche von der Umgebung ab und sind im Sicherheitswesen und in der Werbung von Vorteil. Die technische Entwicklung und der entstehenden Möglichkeiten führte zu etwas wie einer „Inflation an Buntheit“, die daraus folgend wieder neue Farbmittel oder technische Effekte erfordert.

### Fotografie und Filmkunst
In der analogen Aufnahmetechnik kann der Fotograf zum Zeitpunkt der Aufnahme nur begrenzt in die Farbsättigung eingreifen; Hilfsmittel sind hier optische Filter, wie Skylight- oder Polfilter. In der digitalen Aufnahmetechnik kann die Farbsättigung dagegen bereits zum Zeitpunkt der Aufnahme variiert werden. Eine farbneutrale Aufnahme erhält man nur im Rohdatenformat, während die Kameraelektronik sonst ausnahmslos bereits eine Bildverarbeitung vornimmt.

Sinnbild für Bedienelemente zur Einstellung der Farbsättigung nach IEC 60417

### Bildbearbeitung, Desktoppublishing und Druckwesen
Weil die drei Größen Farbton, Sättigung und Helligkeit das menschliche Farbsehen viel besser nachstellen als etwa das in der elektronisch-optischen Darstellung maßgebliche RGB-Farbsystem oder YUV-Farbsysteme und das CMYK-Farbsystem des Druckwesens, arbeitet man in der Bildverarbeitung ausschließlich mit HSV-Systemen, um Bilder nachzubearbeiten.
Farbräume sind ideale Strukturen und durch die technischen Möglichkeiten der Farbdarstellung auf Bildschirmen und Monitoren oder im Druck begrenzt. Deshalb ist im High-End-Bereich unbedingt die Berücksichtigung der maximalen Farbsättigung der Darstellung nötig, Gamut-Matching – aber auch diese schwankt je nach Farbton.
- Allgemein sind gesättigte Farbtöne nicht und Grüntöne viel schlechter optisch-technisch darstellbar als Rot- und Blautöne. Das im Eingangsbild gegebene Wide-Gamut-RGB-Dreieck, das den Sättigungsumfang eines modernen Monitors darstellt, und seine Farbabstände zum Randzug des CIE-Diagramms (also der gesättigsten Farbtöne) stellt das technisch Machbare gegen die Leistungsfähigkeit des menschlichen Auges dar.
- Für die Farbdarstellung mit Monitoren besteht das Problem, dass die grünen und roten Leuchtmittel die blauen an Farbigwirkung bei Weitem übertreffen. Auf Röhrenmonitoren wurde dies durch höhere Energiedichte des Kathodenstrahls korrigiert. Die Entwicklung der Flachbildschirme (LED-Bildschirme) wurde erst in den 1990er Jahren durch die Entwicklung von hochbrillanten Blau-LEDs möglich, geeignete Rot- und Grün-LEDs gab es schon seit den 1960er Jahren.
- Übliche Bildschirme arbeiten auf Basis eines RGB-Raumes (Rot, Grün, Blau). Gelb, Türkis (Cyan) und Magenta werden durch Aktivieren zweier Pixel „ermischt“, diese sind zwar doppelt so hell, aber weniger gesättigt – das visuelle Wahrnehmungssystem gleicht das durch die folglich höhere (visuelle) Farbigkeit (Farbintensität) etwas aus. Im Druck sind die Pigmente für Cyan, Magenta und Gelb (CMY) die Grundfarben, hierfür wird Rot, Grün, Blau nur „ermischt“ und technisch wird bei hohen Ansprüchen durch Sechsfarbendruck oder Schmuckfarben für nötige hochgesättigte Farbtöne ausgeglichen.

### Druck und Malmittel
Volltonfarben sind Farben von maximal darstellbarer Farbsättigung beziehungsweise Buntheit, sowohl im farbmetrisch absoluten Sinne, als auch im Druckwesen, wo sie als Schmuckfarbe eingesetzt werden, oder als Abtönfarbe hoher Färbekraft bei Anstrichmitteln.

### Alterung
Fast alle Farbmittel altern, beispielsweise Farbstoffe und Pigmente durch chemische Zersetzung oder Bildschirme durch beständige Anregung. Folglich sinkt die reine (emittierte oder remittierte) Lichtausbeute und insbesondere wird die Sättigung zunehmend geringer.
Weil Bildschirme auf additiver Farbmischung beruhen, die Farbsättigung also direkte Folge des abgestrahlten Lichts ist, sinkt nur die absolute Sättigung, nicht aber die relative zum maximalen Weiß (Farbigkeit). Alternde Bildschirme werden somit insgesamt „flau“. Jedoch altern die drei Farbmittel der Pixel-Grundfarben unterschiedlich schnell, diese Abweichungen machen sich bei Handelsware während der Lebensdauer kaum bemerkbar – im kritischen gewerblichen Bereich wird aber regelmäßig nachkalibiriert.
In Malerei und Druck ist die Alterung direkt von den Farbmitteln abhängig, jedes verliert seine Farbigkeit unterschiedlich. Farbmittel sind nicht nur darum umso wertvoller, je brillanter sie frisch sind, sondern auch, wie lange sie halten. So wären zwar das grüne Chlorophyll oder das chemisch verwandte rote Hämoglobin, aber auch Zinnober hochsatte Farbmittel, jedoch „altern“ diese innerhalb kurzer Zeit durch Oxidationsprozesse zu Braun. Andererseits altern Eisenoxidpigmente fast nicht, sind jedoch nur wenig farbsatt.
In der Geschichte der Malerei war man immer auf der Suche nach brillanten und stabilen Pigmenten, oft wurden deshalb Edelsteine zu Farbmitteln pulverisiert. Wie Lapislazuli, ein bis heute nur vereinzelt übertroffenes, farbsattes Pigment. Weitere wenig alternde, hochfarbsatte Farbmittel sind Blattgold und andere Schlagmetalle, die zum Gutteil hochgiftigen Pigmente, wie arsenhaltiges Schweinfurter Grün (Arsen), orangerote bleihaltige Mennige, blei- und chromhaltiges Chromgelb und -rot sowie die roten bis gelben Cadmiumfarben.
Außerdem sind viele Farbmittel gegen andere Einflüsse, wie UV-Strahlung oder Säuren und Basen, nicht resistent. Bei historischen Bildern ist eine Abschätzung der originalen Farbwirkung eigentlich nur im Fresko möglich, wo ein reduzierter Satz (Kirchenmaler-Palette) an chemisch stabilen Pigmenten verwendet werden konnte. So überrascht die Farbenpracht Michelangelos, die bei der richtungweisenden Restaurierung der Sixtina festzustellen war. Nach etwa 150 Jahren Farbmittelentwicklung steht mit Farbmitteln wie den Kobaltpigmenten (blau bis grün), Hansagelb, Spinell- und Rutil-Mischphasenoxidpigmenten (grün/blau, gelb), Phthalocyaninen (blau bis grün, dem Chlorophyll und Hämoglobin verwandt) oder mit den Pyrrolpigmenten (rot) und Chinacridone (gelb, orange, rot bis magenta) eine ganze Palette hochbrillanter und dazu auch stabiler Farbmittel zur Verfügung.